# The Clouds scrapbook
The Clouds scrapbook (werktitel Clouds) is het debuutalbum van Clouds, een progressieve rockband uit eind jaren ‘60. Het album is opgenomen in de Morgan Studio te Londen onder leiding van Terry Ellis. Ellis was ook producer van Jethro Tull. The Clouds scrapbook laat een overgang horen van typische jaren ’60  (Scrapbook) popmuziek naar progressieve rock en laat vooral horen dat hoewel vrij onbekend er zeker invloeden van hun muziek zijn terug te vinden in bands als Emerson, Lake & Palmer. Een voorbeeld daarvan is terug te vinden in het toetsenspel van Ritchie, dat veel overeenkomsten vertoont met dat van Keith Emerson, tot aan de keuze van soort toetsinstrument aan toe; de drumsolo van Hughes in Humdrum lijkt op de drumsolo die Carl Palmer liet horen tijdens concerten van ELP, maar ook Asia.  
Het album verscheen in de luwte van andere albums en haalde in Nederland geen notering in de lijst. Door een gezamenlijk management met Ten Years After kon de band Alvin Lee inschakelen voor sommige gitaarpartijen. David Palmer verzorgde de orkestraties. 

## Musici
- Billy Ritchie: toetsinstrumenten, achtergrondzang en basgitaar op Old man, zang op Grandad, Union Jack en Ladies and gentlemen
- Ian Ellis: basgitaar, akoestische gitaar, zang en achtergrondzang
- Harry Hughes: slagwerk

met Alvin Lee, gitaar I’ll go girl

## Muziek
| Nr. | Titel                     | Duur |
| --- | ------------------------- | ---- |
| 1.  | Scrapbook intro (Ritchie) | 1:08 |
| 2.  | The carpenter             |      |

| Nr. | Titel                                          | Duur |
| --- | ---------------------------------------------- | ---- |
| 1.  | Humdrum (Clouds)                               | 1:08 |
| 2.  | Union Jack (Ritchie)                           | 1:25 |
| 3.  | Old man (Ellis)                                | 3:26 |
| 4.  | Waiter, there’s something in my soup (Ritchie) | 7:01 |
| 5.  | Scrapbook (Ritchie)                            | 2:49 |